# Soroška
Soroška ou Jablonovské sedlo est un col de Slovaquie situé entre les villages de Jablonov nad Turňou et Lipovník dans les Carpates occidentales. 
Il est emprunté par la route I./50 (E511), axe reliant les villes de Košice et Zvolen. Le projet de route slovaque R2 planifie un tunnel de 4,65 km.